# Pexopsis shanxiensis
Pexopsis shanxiensis là một loài ruồi trong họ Tachinidae.